# لری گیج
لری گیج (انگلیسی: Larry Gage؛ ۱۰ سپتامبر ۱۹۲۲ – مه ۱۹۹۶ (۷۳ ساله)) بازیکن فوتبال اهل بریتانیا بود.
از باشگاه‌هایی که در آن بازی کرده‌است می‌توان به باشگاه فوتبال فولام و باشگاه فوتبال لیتون اورینت اشاره کرد.